# Кюври
Кюври (фр. Cuvry) — коммуна на северо-востоке Франции в регионе Гранд-Эст (бывший Эльзас — Шампань — Арденны — Лотарингия), департамент Мозель, округ Мец, кантон Кото-де-Мозель. До марта 2015 года коммуна административно входила в состав упразднённого кантона Верни (округ Мец-Кампань).
Площадь коммуны — 5,44 км², население — 685 человек (2006) с тенденцией к росту: 824 человека (2013), плотность населения — 151,5 чел/км². Ранее входила в состав Лотарингии.

## Население
Численность населения коммуны в 2008 году составляла 759 человек, в 2011 году — 779 человек, а в 2013-м — 824 человека.
| 1962 | 1968 | 1975 | 1982 | 1990 | 1999 | 2006 | 2008 | 2011 | 2013 |
| ---- | ---- | ---- | ---- | ---- | ---- | ---- | ---- | ---- | ---- |
| 210  | 248  | 432  | 689  | 666  | 653  | 685  | 759  | 779  | 824  |

Динамика населения:

## Экономика
В 2010 году из 475 человек трудоспособного возраста (от 15 до 64 лет) 347 были экономически активными, 128 — неактивными (показатель активности 73,1 %, в 1999 году — 70,2 %). Из 347 активных трудоспособных жителей работали 325 человек (168 мужчин и 157 женщин), 22 числились безработными (8 мужчин и 14 женщин). Среди 128 трудоспособных неактивных граждан 38 были учениками либо студентами, 54 — пенсионерами, а ещё 36 — были неактивны в силу других причин.

## Достопримечательности (фотогалерея)

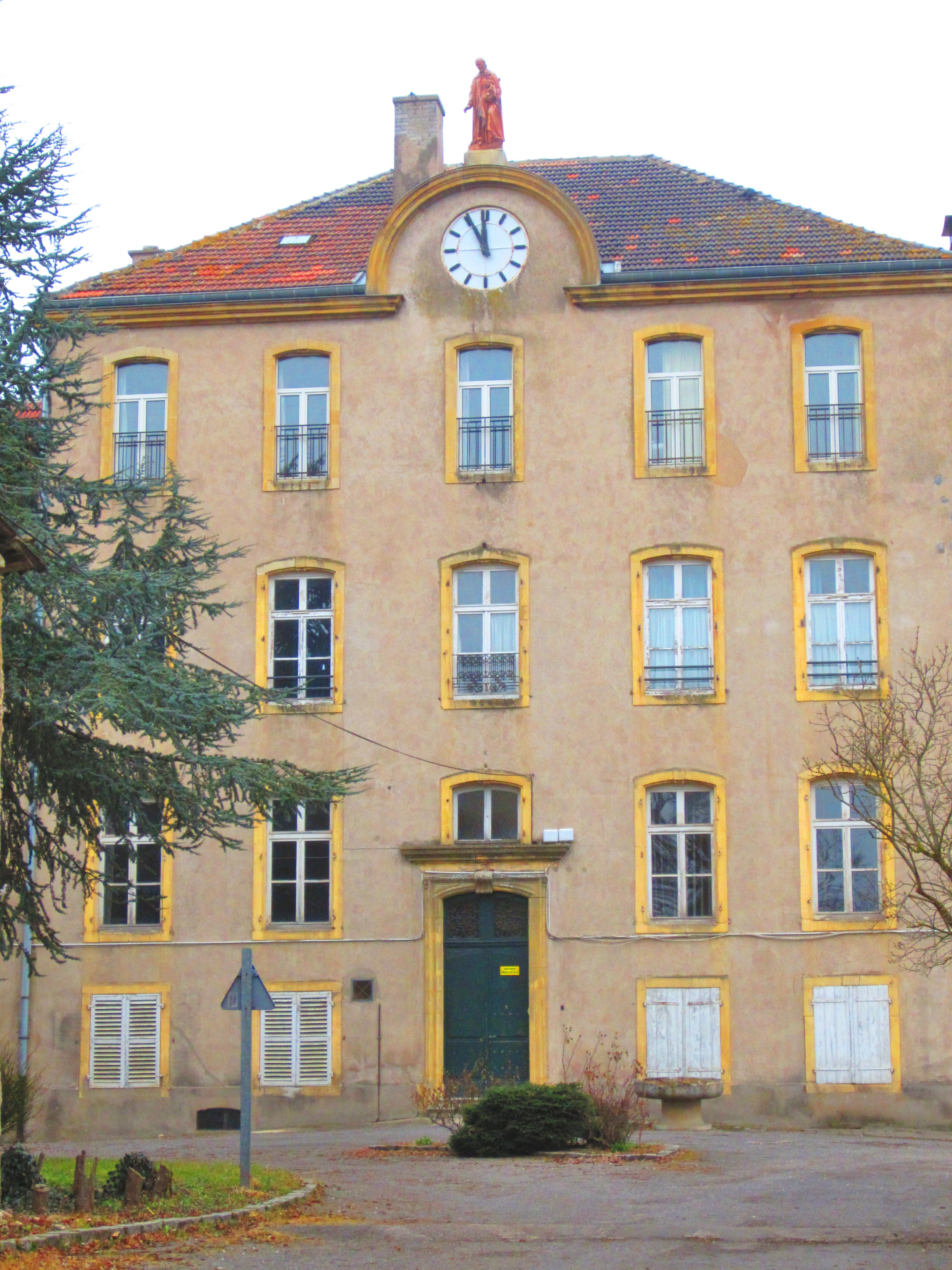
Старая семинария
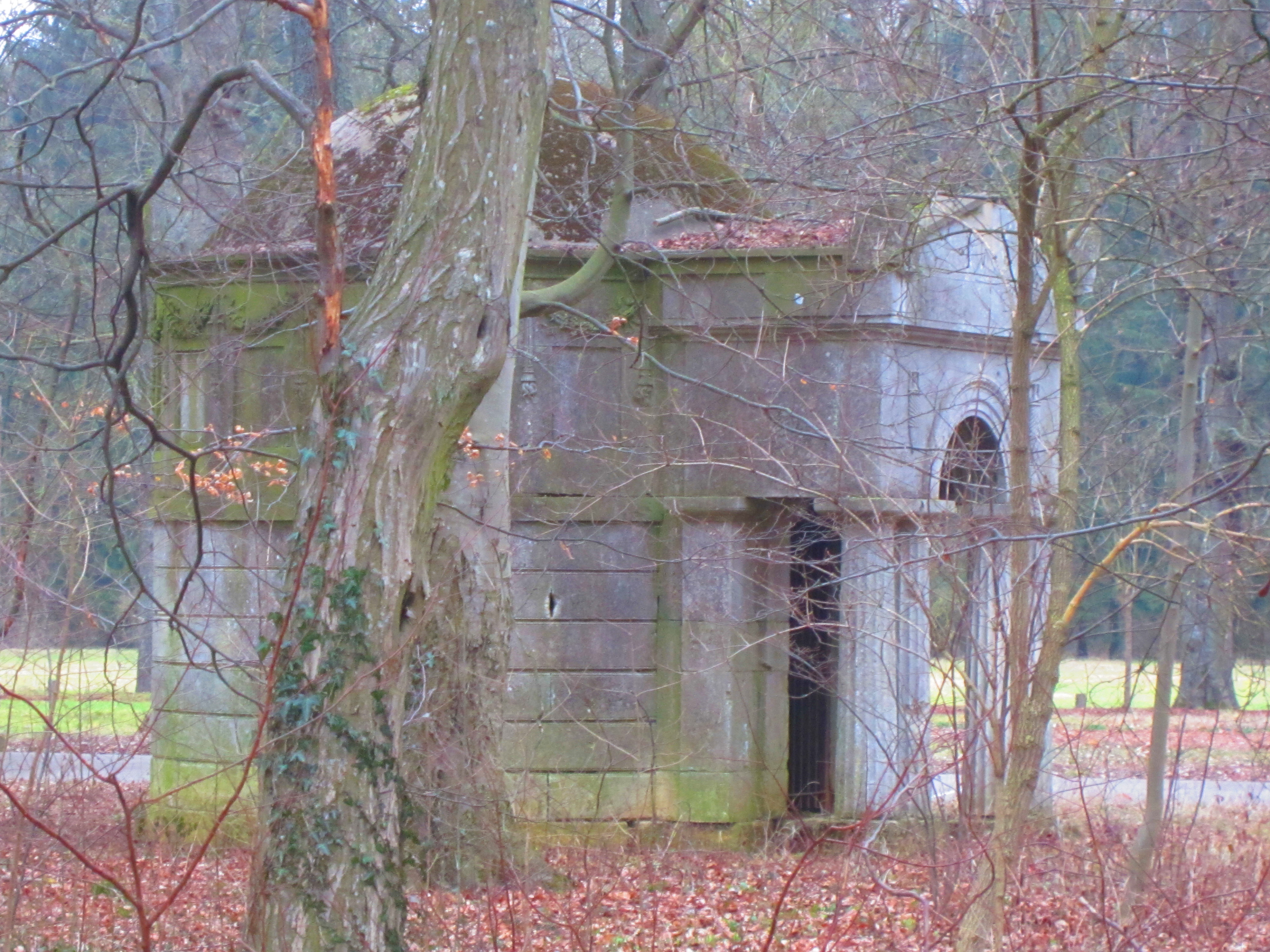
Небольшая часовня семинарии